# Rajd Mazurski 1970
Rajd Mazurski 1970 – 3. edycja Rajdu Kormoran. Był to rajd samochodowy rozgrywany od 24 do 26 kwietnia 1970 roku. Była to pierwsza runda Rajdowych Samochodowych Mistrzostw Polski w roku 1970. Rajd składał się z dziesięciu odcinków specjalnych.

## Wyniki końcowe rajdu[1]
| Miejsce | Kierowca              | Pilot              | Samochód            | Czas  | Strata | Grupa Klasa |
| ------- | --------------------- | ------------------ | ------------------- | ----- | ------ | ----------- |
| 1       | Krzysztof Komornicki  | Lech Jaworowicz    | Renault Alpine A110 | 16:40 | -      | 4           |
| 2       | Ryszard Nowicki       | Andrzej Komorowski | Renault 8 Gordini   | 16:53 | +13    | 4           |
| 3       | Marian Bień           | Zygmunt Wiśniowski | Porsche 911 S       | 17:04 | +24    | 6           |
| 4       | Włodzimierz Markowski | Janusz Stawiński   | Porsche 912         | 17:18 | +38    | 5           |